# Bryconamericus miraensis
Bryconamericus miraensis är en fiskart som beskrevs av Fowler, 1945. Bryconamericus miraensis ingår i släktet Bryconamericus och familjen Characidae. Inga underarter finns listade.